# Santiago Vaulet
Santiago Nicolás Vaulet (Córdoba, 14 de mayo de 1998) es un baloncestista argentino que se desempeña como escolta. Actualmente integra el plantel profesional de Virtus Imola, club que disputa la Serie B Nazionale, el torneo correspondiente a la tercera categoría del baloncesto de Italia. Es hermano del también jugador de baloncesto Juan Pablo Vaulet.

## Trayectoria

### Clubes
| Club                | País      | Año             |
| ------------------- | --------- | --------------- |
| Hindú               | Argentina | 2013 - 2015     |
| Bahía Basket        | Argentina | 2015 - 2018     |
| Peñarol             | Argentina | 2018 - 2021     |
| Miasto Szkła Krosno | Polonia   | 2021 - 2022     |
| Ferro               | Argentina | 2022 - 2023     |
| Basket Corato       | Italia    | 2023 - 2024     |
| Virtus Imola        | Italia    | 2024 - Presente |

## Selección nacional
Vaulet fue parte de la camada de jugadores juveniles argentinos que actuaron en la selección nacional entre 2015 y 2018, participando en torneos como el Campeonato Mundial de Baloncesto Sub-19 de 2017 y el Sudamericano U21 de Baloncesto de 2018.   